# Claudia Bernhard

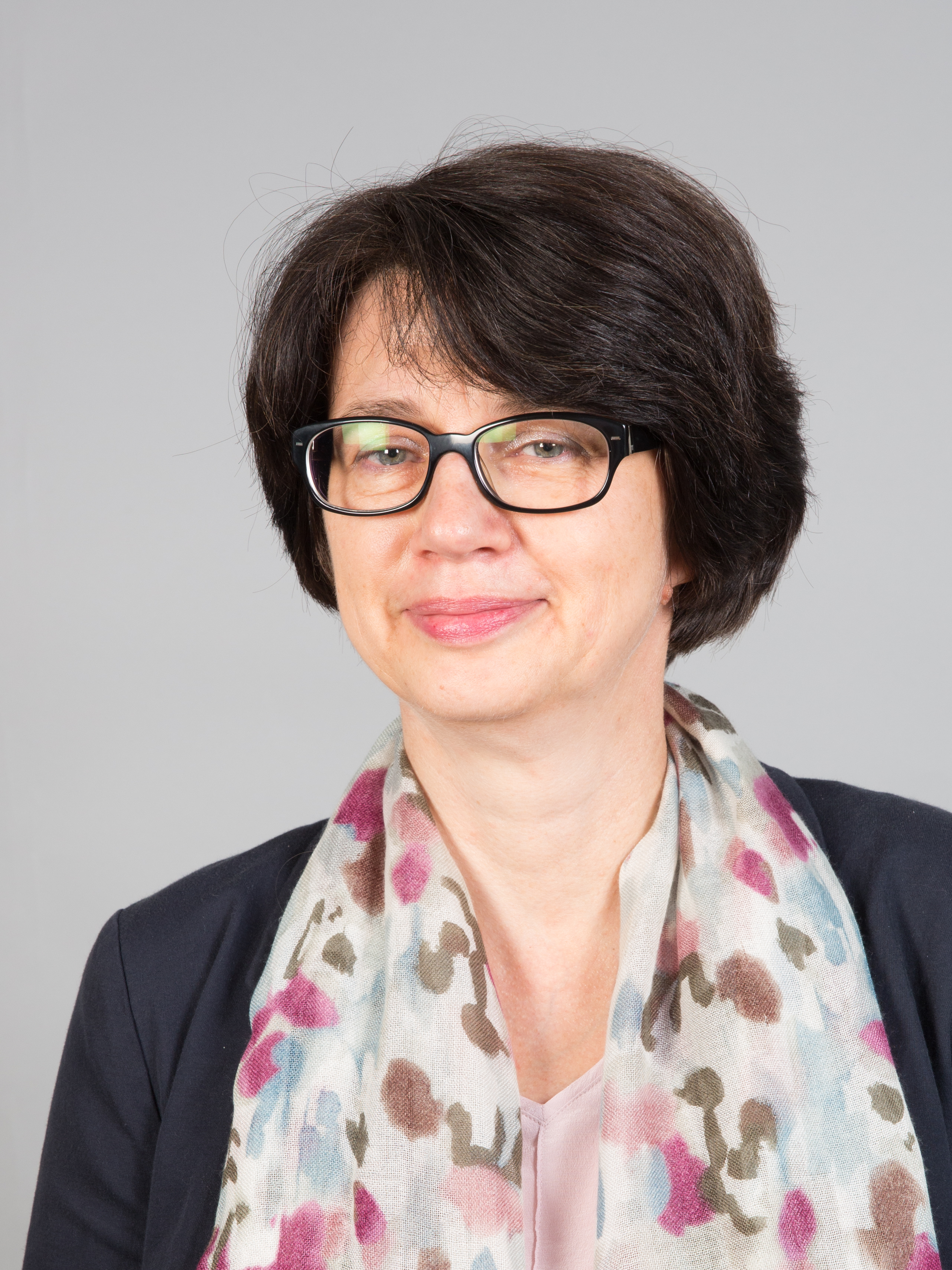
Claudia Bernhard (2014)

Claudia Bernhard (* 9. Februar 1961 in Gütersloh) ist eine deutsche Politikerin (Die Linke), ehemaliges Mitglied der Bremischen Bürgerschaft und seit August 2019 Bremer Senatorin für Gesundheit, Verbraucherschutz und Frauen.

## Biografie

### Familie, Ausbildung und Beruf
Bernhard erwarb ihr Abitur am Ludwig-Thoma-Gymnasium in Prien am Chiemsee. Sie hat in Augsburg und München Geschichts- und Politikwissenschaft studiert. Seit 1991 wohnt sie in Bremen. Von 1992 bis 2001 war sie Redakteurin bei der Bundeskoordination Internationalismus (BUKO) und seit 2004 Projektsachbearbeiterin bei der Bremer und Bremerhavener Arbeit GmbH. Sie arbeitete seit 2004 beim Senator für Wirtschaft, Arbeit und Häfen als Teamleiterin. Bernhard war bis zur Integration der bremer und bremerhavener arbeit (bba) in den Öffentlichen Dienst Betriebsratsvorsitzende dieses Unternehmens. Danach war sie stellvertretende Frauenbeauftragte beim Senator für Wirtschaft, Arbeit und Häfen.
Sie wohnt in Bremen-Horn-Lehe und ist Mutter von zwei Kindern.

### Politik
Bernhard ist seit 2007 Mitglied der Linken. Sie war bis 2011 Mitglied im Landesvorstand der Bremer Linken.
Mit Beginn der 18. Wahlperiode war sie seit dem 8. Juni 2011 Mitglied der Bremischen Bürgerschaft und Sprecherin ihrer Fraktion für Frauen- und Gleichstellungspolitik, Arbeitsmarktpolitik, Stadtentwicklung und Tier- und Verbraucherschutz. Zudem war Bernhard stellvertretende Vorsitzende der Bremer Linksfraktion und Vorsitzende des Parlamentarischen Ausschusses für die Gleichstellung der Frau.
Bernhard ist seit August 2019 Bremer Senatorin für Gesundheit, Verbraucherschutz und Frauen; zunächst im Senat Bovenschulte I, seit Juli 2023 im Senat Bovenschulte II. Da die Doppelmitgliedschaft in Senat und Bürgerschaft laut Artikel 108 der Bremischen Landesverfassung ausgeschlossen ist, schied sie mit der Wahl zur Senatorin aus der Bürgerschaft aus.

#### Mitgliedschaften in Ausschüssen
Bernhard war Mitglied in den Ausschüssen: Gleichstellung (gleichzeitig Sprecherin des Ausschusses), Betriebsausschuss: Performa Nord und Mitglied in der Deputation: Bau, Umwelt, Verkehr, Stadtentwicklung, Energie und Landwirtschaft (städtisch). Von 2011 bis 2012 war Bernhard Mitglied im Parlamentarischen Untersuchungsausschuss Krankenhauskeime.